# 琴叶椒草
琴叶椒草（学名：Peperomia clusiaefolia）为胡椒科椒草属下的一个种。

## 扩展阅读
- 維基物種上的相關：琴叶椒草